# Antalis intesi
Antalis intesi är en blötdjursart som beskrevs av Nicklès 1979. Antalis intesi ingår i släktet Antalis och familjen Dentaliidae. Inga underarter finns listade i Catalogue of Life.